# Kairo Mitchell
Kairo Ellis Mitchell (Leicester, Inglaterra, Reino Unido, 21 de octubre de 1997) es un futbolista profesional inglés que juega como delantero en el  Rochdale A. F. C. de la National League de Inglaterra. Nacido en Inglaterra, es internacional con la selección de fútbol de Granada

## Trayectoria

### Primeros años
Un producto de la Academia y Reservas del Leicester City FC, Mitchell tuvo una temporada exitosa con los menores de 18 años de Leicester en la temporada 2015-16, además de aparecer para las reservas. Cuando terminó su beca con el Leicester City, le ofrecieron un contrato. Un año después, el Leicester lo dejó en libertad cuando expiró su contrato.

### Nuneaton Town
En 2017, luego de su liberación de Leicester, Mitchell se unió al Nuneaton Town de la National League North. El 27 de agosto de 2018, Mitchell anotó su primer gol en la liga para el club, en la derrota por 3-1 ante Brackley Town.

### Coalville Town
En noviembre de 2018, Mitchell se unió a Coalville Town con un contrato de 18 meses. Marcó en su debut en el empate 1-1 contra St Neots Town al día siguiente.

### Dartford
El 2 de octubre de 2020, Mitchell se unió a Dartford. Su única aparición con el club fue como suplente en la derrota en casa por 1-0 ante el Slough Town en la segunda ronda de clasificación de la Copa FA el sábado 3 de octubre de 2020.

### King's Lynn Town
El 22 de octubre de 2020, Mitchell se unió a King's Lynn Town.

### Chesterfield
El 10 de abril de 2021, cuando King's Lynn debía jugar contra Chesterfield, se anunció que Mitchell se había unido al club de Derbyshire por una cifra no revelada sujeta a la aprobación de la liga. Aunque no era elegible para jugar en el partido, el nuevo club de Mitchell remontó para ganar 2-1.

### Condado de Notts
El 3 de agosto de 2021, Mitchell fichó por Notts County por una cifra no revelada en un contrato de dos años.

## Selección nacional
Mitchell debutó con la selección de Granada en una derrota en un amistoso por 5-0 ante Panamá el 25 de octubre de 2017.

## Estadísticas

### Clubes
| Club             | Temporada | Liga                            | Liga     | Liga  | FA Cup   | FA Cup | Otro     | Otro  | Total    | Total |
| Club             | Temporada | División                        | Partidos | Goles | Partidos | Goles  | Partidos | Goles | Partidos | Goles |
| ---------------- | --------- | ------------------------------- | -------- | ----- | -------- | ------ | -------- | ----- | -------- | ----- |
| Nuneaton Borough | 2017-18   | National League North           | 14       | 0     | 0        | 0      | 0        | 0     | 14       | 0     |
| Nuneaton Borough | 2018-19   | National League North           | 10       | 1     | 2        | 1      | 0        | 0     | 12       | 2     |
| Nuneaton Borough | Total     | Total                           | 24       | 1     | 2        | 1      | 0        | 0     | 26       | 2     |
| Coalville Town   | 2018-19   | Southern League Premier Central | 30       | 10    | 0        | 0      | 0        | 0     | 30       | 10    |
| Coalville Town   | 2019-20   | Southern League Premier Central | 27       | 11    | 1        | 0      | 2        | 0     | 30       | 11    |
| Coalville Town   | Total     | Total                           | 57       | 21    | 1        | 0      | 2        | 0     | 60       | 21    |
| Dartford         | 2020-21   | National League South           | 0        | 0     | 1        | 0      | 0        | 0     | 1        | 0     |
| King's Lynn Town | 2020–21   | National League                 | 20       | 7     | 0        | 0      | 2        | 1     | 22       | 8     |
| Chesterfield     | 2020–21   | National League                 | 8        | 1     | —        | —      | 0        | 0     | 8        | 1     |
| Notts County     | 2021–22   | National League                 | 26       | 1     | 1        | 0      | 1        | 1     | 28       | 2     |
| Total            | Total     | Total                           | 135      | 31    | 5        | 1      | 5        | 2     | 145      | 34    |

### Selección nacional
| Selección | Año   | Partidos | Goles |
| --------- | ----- | -------- | ----- |
| Granada   | 2017  | 2        | 0     |
| Granada   | 2018  | 3        | 1     |
| Granada   | 2019  | 5        | 1     |
| Granada   | 2021  | 3        | 0     |
| Total     | Total | 13       | 2     |

Las puntuaciones y los resultados enumeran primero el recuento de goles de Granada, la columna de puntuación indica la puntuación después de cada gol de Mitchell.
| N.º | Fecha                   | Lugar                                              | Adversario             | Gol | Resultado | Competencia                         |
| --- | ----------------------- | -------------------------------------------------- | ---------------------- | --- | --------- | ----------------------------------- |
| 1.  | 22 de marzo de 2018     | Estadio Isidoro Beaton, Belmopán, Belice           | Belice                 | 2–3 | 2–4       | Amistoso                            |
| 2.  | 5 de septiembre de 2019 | Estadio Atlético Kirani James, St. George, Granada | San Cristóbal y Nieves | 1-0 | 2-1       | 2019-20 CONCACAF Liga de Naciones B |